# Maria Chefaliady-Taban
Maria Chefaliady-Taban (4 novembre 1863 - 11 juin 1932) est une pianiste, professeur de musique et compositrice roumaine.

## Biographie
Maria Chefaliady-Taban nait le 4 novembre 1863 à Iaşi. Elle étudie au Conservatoire de Iaşi de 1881 à 1883 avec Anetta Boscoff pour le piano et Enrico Mezetti pour la théorie et le solfège. Elle poursuit ses études de 1883 à 1885 à Vienne avec Joseph Dachs (piano), Joseph Hellmesberger (musique de chambre), Josef Gänsbacher (en) (chant, chœur) et Adolf Prosnitz (théorie et solfège) à l'Académie de musique et des arts du spectacle de Vienne,.
Après avoir terminé ses études, Chefaliady-Taban se produit comme pianiste de concert, elle fait ses débuts le 11 novembre 1880 à Iaşi, puis devient plus tard professeur de chant à Iasi à l'Institut Humpel et à Bucarest.
Elle meurt le 11 juin 1932 à Bucarest.

## Œuvres
Chefaliady-Taban a utilisé la musique folklorique dans ses compositions qui sont dans un style romantique.

### Instrumentales
- Rêverie poétique pour piano forte (1890)
- Myosotis mazurka pour piano forte (Vienne, 1896)
- Le Lys pour piano forte (Vienne, 1896)
- Aveu du cœur pour piano forte (Bucarest, 1899)
- Avancez soldats, marche (Leipzig, 1899)
- Marche turque pour piano forte (1899)
- Caresse des vagues pour piano forte (1900)

### Chorales
- Pînă cînd? (depuis quand?) pour chœur (1901)
- Hora carturarului Urechia, œuvre chorale (Leipzig, 1901)
- Imnul studentilor universitari romani (hymne des étudiants roumains) (1901)
- Marș eroic: Mărășești și Oituz  (1917)

### Chants
- Atit de fragedă (Si tendre) (1900)
- Balada nebunului
- Nu mă intelegi (Tu ne me comprends pas) (1905)
- O ramii (Oh, ne pars pas) (1905)